# 1985 no jornalismo
Nesta página encontrará referências aos acontecimentos directamente relacionados com o jornalismo ocorridos durante o ano de 1985.

## Eventos
- 22 de fevereiro — Fundação em Portugal do jornal desportivo O Jogo.

## Nascimentos
| Data | Nome | Profissão | Nacionalidade | Observações | Ref |
| ---- | ---- | --------- | ------------- | ----------- | --- |

## Mortes
| Data            | Nome                      | Profissão                                  | Nacionalidade                                             | Observações | Ref |
| --------------- | ------------------------- | ------------------------------------------ | --------------------------------------------------------- | ----------- | --- |
| 13 de fevereiro | Aderbal Ramos da Silva    | advogado, jornalista, banqueiro e político | Brasil                                                    | n. 1911     |     |
| 19 de fevereiro | Carol Sutton              | feminista e jornalista                     | Estados Unidos                                            | n. 1933     |     |
| 7 de agosto     | Jáder Moreira de Carvalho | jornalista, advogado, professor e escritor | Brasil                                                    | n. 1901     |     |
| 26 de dezembro  | Martinho Nobre de Melo    | intelectual, jornalista e político         | Reino Unido de Portugal, Brasil e Algarves · (Cabo Verde) | n. 1891     |     |